# Sinopachys
Sinopachys is een kevergeslacht uit de familie van de boktorren (Cerambycidae). De wetenschappelijke naam van het geslacht werd voor het eerst geldig gepubliceerd in 1999 door Sama.

## Soorten
Sinopachys is monotypisch en omvat slechts de volgende soort:
- Sinopachys mandarinus (Gressitt, 1939)